# Polyboea vulpina
Polyboea vulpina là một loài nhện trong họ Pisauridae.
Loài này thuộc chi Polyboea. Polyboea vulpina được Tord Tamerlan Teodor Thorell miêu tả năm 1895.